# Salida de san Pedro Nolasco hacia Barcelona
Salida de san Pedro Nolasco hacia Barcelona o San Pedro Nolasco con tres caballeros, es un lienzo realizado por el pintor español Francisco de Zurbarán, que formaba parte de una serie pictórica, inicialmente en el claustro de los bojes del Convento de la Merced, en Sevilla.

## Introducción
En 29 de agosto de 1628, Zurbarán se comprometió a realizar —en el plazo de un año— veintidós obras sobre la vida de san Pedro Nolasco, para el claustro de los bojes del Convento de la Merced, en Sevilla, pero parece que no llegó a pintar dicha cantidad de cuadros. Palomino no concreta el número de obras que vio en 1724 en dicho claustro. Ponz solamente cita quince pinturas en 1780, y Ceán Bermúdez doce en 1800. Actualmente se conocen diez obras de esta serie, siendo el presente lienzo una de ellas.

## Tema de la obra
Este lienzo está basado en dos grabados, que narran un episodio de la adolescencia del futuro santo. Pedro Nolasco, viendo que era incapaz de convivir con los albigenses, dejó su ciudad natal, dirigiéndose a Barcelona, sin dejarse persuadir por tres jóvenes que trataban de detenerlo.

## Análisis de la obra

### Datos técnicos y registrales
- Ciudad de México, Museo Franz Mayer
- Pintura al óleo sobre lienzo;
- Medidas: 171 x 212 cm
- Fecha de realización: ca.1628-1629;[3]
- Consta con la referencia 14 en el catálogo de O. Delenda, y con el número 41 por Tiziana Frati.[4]

### Descripción de la obra
El lienzo está en mal estado, lo cual dificulta su correcta apreciación. El pintor desarrolla el tema religioso con una sobriedad poco común en su época. Tanto el castillo del fondo como la pose del compañero en primer plano remiten al origen noble de Pedro Nolasco. El juego de luces y sombras corresponde a la primera etapa del pintor, siendo muy sutil en el soberbio paisaje primerizo, que anuncia los futuros logros de Zurbarán en este campo. El tema principal se desarrolla en una zona elevada, que se prolonga a la derecha con unos macizos rocosos y con una arboleda redondeada, donde alternan los verdes-grisáceos claros y los tonos oscuros. La poderosa perspectiva está acentuada por el valle en la parte baja. El caserío en el valle y el castillo medieval del fondo, están pintados con gran ligereza. El perro posiblemente simboliza la fidelidad, así como el futuro santo es fiel a la Fe. La ejecución los tres jóvenes caballeros, en la parte izquierda, denota la intervención de un ayudante del maestro.

## Procedencia
1. Sevilla, Convento de la Merced Calzada, claustro de los bojes;
2. París, Galería española de Luis Felipe I de Francia, 1838-1848, n° 397(1), n° 407(4);
3. Londres, venta Christie's, 20 de mayo de 1853, n° 415, comprado por Drax (35 £);
4. Londres, colección Sawbridge Erle-Drax; Londres, venta Christie's, 10 de mayo de 1935, n° 153, comprado por Jacques Seligmann (252 £);
5. Nueva York, colección Seligmann, 1935;
6. Nueva York, colección de William Randolph Hearst;
7. Nueva York, International Studio Art Corporation;
8. Dallas, colección coronel Stewart, 1944;
9. México, D.F., colección Franz Mayer Traumann, 1959;
10. México, D.F., Academia de San Carlos, 1964;
11. México, D.F., Museo Franz Mayer.[7]